# Vi de Maurí
El vi de Maurí és un vi dolç natural amb denominació d'origen (en francès Apellation d'Origine Contrôlée AOC) etiquetat sota la denominació AOC Maury.
L'àrea de la denominació està centrada en el municipi de Maurí i els seus veïns Talteüll, Sant Pau de Fenollet i Rasigueres, en la vall de l'Aglí entre la Fenolleda i el Rosselló.
Les vinyes són en turons en pendent formats d'esquistos descompostos.
La denominació d'origen va ser creada el 1972. Destaca la producció de vins negres, amb un mínim del 70% de garnatxa, que per la seva constitució poden envellir fins a 20 anys.